# Qobul Berdiyev

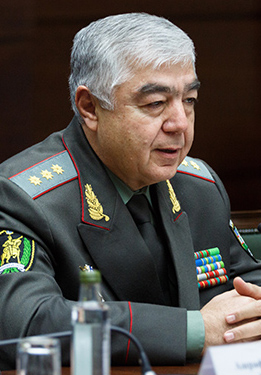
Qobul Berdiyev (2016)

Qobul Raimovich Berdiyev (russisch Кабул Раимович Бердиев, Kabul Raimowitsch Berdijew; * 5. April 1955 im Bezirk Oqqoʻrgʻon, Provinz Taschkent, Usbekische Sozialistische Sowjetrepublik, UdSSR) ist ein usbekischer Generaloberst, der vom September 2008 bis September 2017 als Verteidigungsminister der Republik Usbekistan diente. Seit dem 4. September 2017 leitet er die Militärakademie der usbekischen Streitkräfte.  

## Werdegang
Die militärische Laufbahn von Berdiyev begann in der Höheren Panzerschule Taschkent, benannt nach dem Marschall der sowjetischen Panzertruppen Pawel Rybalko. Diese schloss er 1976 ab. 1988 erwarb er einen weiteren Abschluss von der Michail-Frunse-Militärakademie in Moskau.
Zwischen 1976 und 1998 bekleidete Berdiyev verschiedene Führungs- und Stabspositionen in den Reihen der sowjetischen und usbekischen Truppen. Von 1998 bis 2000 war er als stellvertretender Leiter des Generalstabs der usbekischen Armee tätig, bevor er kurzzeitig als stellvertretender Chef des gemeinsamen Stabs der Streitkräfte eingesetzt wurde. 2002 absolvierte Berdiyev die Fortbildungskurse an der Militärakademie des Generalstabes der Streitkräfte der Russischen Föderation.
Zwischen 2003 und 2006 arbeitete Berdiyev als Leiter der Höheren Infanterieschule von Taschkent, anschließend bis 2008 als Minister für Katastrophenschutz der Republik Usbekistan.
Per Erlass des Präsidenten Islom Karimov wurde Berdiyev im September 2008 zum Verteidigungsminister von Usbekistan ernannt. Doch nur ein Jahr nach dem Tod von Karimov entband der neue Machthaber Shavkat Mirziyoyev Berdiyev von seinem Amt und machte ihn stattdessen zum Chef der Akademie der usbekischen Streitkräfte.

## Sonstiges
Berdiyev ist seit 2008 Mitglied des Ministerrates von Usbekistan. Zudem ist er im Ministerrat für Verteidigung der GUS-Staaten vertreten.